# Rachelle Boone-Smith
Rachelle Boone-Smith (30 giugno 1981) è un'ex velocista statunitense.

## Palmarès

### Mondiali
- 1 medaglia:
  - 1 argento (Helsinki 2005 nei 200 metri piani)